# 헬레나 프롬
헬레나 프롬(독일어: Helena Fromm, 1987년 8월 5일 ~ )는 2012년 올림픽에서 동메달을 획득한 독일의 태권도 선수이다.